# ワンナイトラブ
ワンナイトラブ（和製英語: one night love）とは一夜限りの性交渉のこと。英語では同様の関係を"one night stand"と呼ぶ。なお、日本語ではワンナイトとも称される。

## 概要
恋人同士という形で交際していない2人が、一夜だけの関係と割り切って性交渉を行う。動機は「単なる遊び」だったり「刹那的な欲望の対象」だったりする。2人の関係は以前から知人である場合や、当日にナンパなどで知り合ったという場合がある。
双方が同意している場合は交際に発展しない事情などが判明しているという理由から、「後腐れがない」「ストレスを解消したい」などの動機によって行われる。
トラブルとして一方または双方に別の性的パートナーがいる場合は浮気や不倫という事態に発展するほか、女性が妊娠した場合はその後の対応に絡む対応もしなければならない。

## ワンナイトラブに至るまでの経緯
ワンナイトラブは、一晩だけの恋愛関係を指す言葉として知られている。多くの場合、このような関係は計画されていないもので、予期せずに発生することが多い。
ナンパはワンナイトラブに至る一つの経緯として挙げられるが、ワンナイトラブは必ずしもナンパから始まるわけではない。友人関係のほか、共通の趣味や興味を共有するグループ活動など、さまざまなシチュエーションでの出会いがワンナイトラブにつながることがある。重要なのは、ワンナイトラブは双方の合意を経て行われることであり、相手の感情や意向を尊重することが必要であるという点を忘れてはならない。